# Vieux-lès-Asfeld

Vieux-lès-Asfeld este o comună în departamentul Ardennes din nordul Franței. În 1 ianuarie 2022 avea o populație de 298 de locuitori.